# استغفار
الاسْتِغْفَار طلب المغفرة من الله جل جلاله بأجمل العبارات مع اقتران الطلب باسم الله، وفيها توسل إلى الله، وإقرار بألوهية اللَّه تبارك وتعالى، وعزم على التوبة في الحال والمستقبل عن جميع الذنوب والمعاصي وكل مايغضب الله.
ويتضمن الاستغفار -إضافة- إلى طلب التجاوز عن الذنوب طلباً آخر وهو سترها وترك العقاب عليها من الرب جل جلاله.

## تعريف الاستغفار
هو استقلال الصالحات والإقبال عليها، واستكبار الفاسدات والإعراض عنها. وقال أهل الكلام الاستغفار طلب المغفرة بعد رؤية قبح المعصية، والإعراض عنها. وقيل استصلاح الأمر الفاسد قولا وفعلا. يقال اغفروا هذا الأمر، أي أصلحوه بما ينبغي أن يصلح به.
والاستغفار عند الفقهاء: سؤال المغفرة كذلك، والمغفرة في الأصل: الستر، ويراد بها التجاوز عن الذنب وعدم المؤاخذة به، وأضاف بعضهم: إما بترك التوبيخ والعقاب رأسا، أو بعد التقرير به فيما بين العبد وربه.

## هدي النبي في الاستغفار
حث الله تعالى نبيه محمداً على سؤاله المغفرة. قال تعالى: ﴿وَاسْتَغْفِرِ اللَّهَ إِنَّ اللَّهَ كَانَ غَفُورًا رَحِيمًا ۝١٠٦﴾ [النساء:106]، وقال تعالى: ﴿فَسَبِّحْ بِحَمْدِ رَبِّكَ وَاسْتَغْفِرْهُ إِنَّهُ كَانَ تَوَّابًا ۝٣﴾ [النصر:3]، وقال الله تعالى: ﴿وَاسْتَغْفِرْ لِذَنْبِكَ وَلِلْمُؤْمِنِينَ وَالْمُؤْمِنَاتِ﴾ [محمد:19]، ولهذا كان النبي يكثر الاستغفار، عن أبي هريرة قال سمعت رَسُول اللَّهِ صلى الله عليه وسلم يقول: «والله إني لأستغفر اللَّه وأتوب إليه في اليوم أكثر من سبعين مرة». وعن الأغر بن يسار المزني قال: قال رسول الله صلى الله عليه وسلم: «توبوا إلى الله واستغفروه فإني أتوب في اليوم مائة مرة» وكان إذا انصرف من صلاته استغفر ثلاثاً: عن ثوبان قال: «كان رسول الله صلى الله عليه وسلم إذا انصرف من صلاته استغفر ثلاثاً وقال: اللهم أنت السلام ومنك السلام تباركت يا ذا الجلال والإكرام». قال الوليد: فقلت للأوزاعي: كيف الاستغفار، قال: تقول: أستغفر الله أستغفر الله. قال النووي: قوله: «إذا انصرف من صلاته استغفر ثلاثا» المراد بالانصراف السلام.

## سيد الاستغفار
عنْ شَدَّادِ بْنِ أَوْسٍ عن النَّبِيِّ ﷺ قالَ: «سيِّدُ الاسْتِغْفار أَنْ يقُول الْعبْدُ: اللَّهُمَّ أَنْتَ رَبِّي، لا إِلَه إِلاَّ أَنْتَ خَلَقْتَني وأَنَا عَبْدُكَ، وأَنَا على عهْدِكَ ووعْدِكَ ما اسْتَطَعْتُ، أَعُوذُ بِكَ مِنْ شَرِّ ما صنَعْتُ، أَبوءُ لَكَ بِنِعْمتِكَ علَيَ، وأَبُوءُ بذَنْبي فَاغْفِرْ لي، فَإِنَّهُ لا يغْفِرُ الذُّنُوبِ إِلاَّ أَنْتَ. منْ قَالَهَا مِنَ النَّهَارِ مُوقِناً بِهَا، فَمـاتَ مِنْ يوْمِهِ قَبْل أَنْ يُمْسِيَ، فَهُو مِنْ أَهْلِ الجنَّةِ، ومَنْ قَالَهَا مِنَ اللَّيْلِ وهُو مُوقِنٌ بها فَمَاتَ قَبل أَنْ يُصْبِح، فهُو مِنْ أَهْلِ الجنَّةِ».

## الفرق بين الاستغفار والتوبة
قال الراغب الاصفهاني: استغفار الإِنسان وتوبته يمكن أن يقال: هما في الحقيقة واحد، لكن اختلافهما بحسب اعتبارهما بغيرهما؟ فالاستغفار يقال إذا استُعمل في الفزع إلى الله تعالى، وطلب الغفران منه. والتوبة تقال إذا اعتُبر بترك العبد ما لا يجوز فعله وفعل ما يجب. ولا يكون الإِنسان طالباً في الحقيقة لغفران الله إلا بإتيان الواجبات، وترك المحظورات، ولا يكون تائبًا إلا إذا حصل على هذه الحالة، ويمكن أن يقال: الاستغفار مبدأ التوبة. والتوبة تمام الاستغفار، ولهذا قال تعالى: ﴿وَاسْتَغْفِرُوا رَبَّكُمْ ثُمَّ تُوبُوا إِلَيْهِ﴾ [هود:90]. قال القرطبي: التوبة استغفار. قال ابن رجب: وكثيرًا ما يُقرن الاستغفارُ بذكر التوبةِ، فيكونُ الاستغفارُ حينئذٍ عبارةً عن طلبِ المغفرةِ باللسانِ، والتوبةُ عبارةٌ عن الإقلاع عن الذنوبِ بالقلوبِ والجوارح.

## الاستغفار من كبائر الذنوب
عَنْ سَعِيدِ بْنِ جُبَيْرٍ أَنَّ رَجُلا سَأَلَ ابْنَ عَبَّاسٍ: كَمِ الْكَبَائِرُ؟ سَبْعاً هِيَ؟ قَالَ: هِيَ إِلَى سَبْعمِائَةٍ أَقْرَبُ مِنْهَا إِلَى سَبْعٍ، وَأَنَّهُ لَا كَبِيرَةَ مَعَ اسْتِغْفَارٍ وَلا صَغِيرَةَ مَعَ إِصْرَارٍ. والمقصود بالإصرار فقد قال الزجاج: هو الإقامة على الشيء. وقال ابن فارس: هو العزم على الشيء والثبات عليه.
وللمفسرين في المراد بالإصرار ثلاثة أقوال:
1. أحدها: أنه مواقعة الذنب عند الاهتمام به. وهذا مذهب مجاهد.
2. والثاني: أنه الثبوت عليه من غير استغفار، وهذا مذهب قتادة، وابن إسحاق.
3. والثالث: أنه ترك الاستغفار منه، وهذا مذهب السدي.[13]

قال القرطبي: قال علماؤنا: الاستغفار المطلوب هو الذي يحل عقد الإصرار ويثبت معناه في الجنان، لا التلفظ باللسان. فأما من قال بلسانه: أستغفر الله، وقلبه مصر على معصيته فاستغفاره ذلك يحتاج إلى استغفار، وصغيرته لاحقة بالكبائر. وروي عن الحسن البصري أنه قال: استغفارنا يحتاج إلى استغفار. قال ابن رجب: فأفضلُ الاستغفارِ ما اقترَنَ به ترْكُ الإصرارِ، وهو حينئذٍ توبة نصوح، وإن قالَ بلسانِهِ: أستغفرُ اللَّهَ، وهو غيرُ مقلع بقلبِهِ، فهو داع للَّه بالمغفرةِ، كما يقولُ: اللَّهُمَّ اغفر لي، وهو حسن، وقد يُرجَى له الإجابةُ، وأما من قالَ: هو توبةُ الكذابينَ، فمرادُه: أنَّه ليسَ بتوبة، كما يعتقدُهُ بعضُ الناسِ، وهذا حقّ، فإن التوبةَ لا تكونُ مع الإصرارِ.

## استغفار الملائكة للمؤمنين
ذكر اللهُ استغفار الملائكة مرتين في القرآن، مرة في سورة الشورى، في قوله تعالى: ﴿وَيَسْتَغْفِرُونَ لِمَنْ فِي الْأَرْضِ﴾ [الشورى:5]. ومرة في سورة غافر، ﴿وَيَسْتَغْفِرُونَ لِلَّذِينَ آمَنُوا﴾ [غافر:7]. قال القرطبي: قال أبو الحسن بن الحصار: إن حملة العرش مخصوصون بالاستغفار للمؤمنين خاصة، ولله ملائكة أخر يستغفرون لمن في الأرض. الماوردي: وفي استغفارهم لهم قولان: أحدهما: من الذنوب والخطايا، وهو ظاهر قول مقاتل. الثاني: أنه طلب الرزق لهم والسعة عليهم، قاله الكلبي. قلت (القرطبي): وهو أظهر، لأن الأرض تعم الكافر وغيره، وعلى قول مقاتل لا يدخل فيه الكافر.

### استغفار الملائكة العام
قال تعالى: ﴿الَّذِينَ يَحْمِلُونَ الْعَرْشَ وَمَنْ حَوْلَهُ يُسَبِّحُونَ بِحَمْدِ رَبِّهِمْ وَيُؤْمِنُونَ بِهِ وَيَسْتَغْفِرُونَ لِلَّذِينَ آمَنُوا رَبَّنَا وَسِعْتَ كُلَّ شَيْءٍ رَحْمَةً وَعِلْمًا فَاغْفِرْ لِلَّذِينَ تَابُوا وَاتَّبَعُوا سَبِيلَكَ وَقِهِمْ عَذَابَ الْجَحِيمِ ۝٧﴾ [غافر:7]، قال الزحيلي: كرّم الله تعالى أهل الإيمان بأنواع متعددة من التكريم والتشريف، سواء في الدنيا أو في الآخرة، ومن ذلك أن الملائكة حملة العرش والذين هم حول العرش وهم أفضل الملائكة يستغفرون للمؤمنين، ويسألون الله تبارك وتعالى لهم الجنة والرحمة.

### استغفار الملائكة الخاص
هناك فئات من المؤمنين تستغفر لهم الملائكة دون غيرهم من المؤمنين وتصلي عليهم. قال ابن عثيمين: «إنَّ الصَّلاةَ مِن الله: الرحمة، ومن الملائكة: الاستغفار، ومن الآدميين: الدُّعاء. فإذا قيل: صَلَّتْ عليه الملائكة، يعني: استغفرت له».؛ نظراً لأعمال خاصة يقومون بها منها:
- العلماء: ففي الحديث: «من سلك طريقا يطلب فيه علما، سلك الله به طريقا من طرق الجنة، وإن الملائكة لتضع أجنحتها رضا لطالب العلم، وإن العالم ليستغفر له من في السماوات ومن في الأرض، والحيتان في جوف الماء».[19]
- الذين ينتظرون صلاة الجماعة: قال رسول الله صلى الله عليه وسلم: «المَلائِكَةُ تُصَلِّي علَى أحَدِكُمْ ما دامَ في مُصَلّاهُ، ما لَمْ يُحْدِثْ: اللَّهُمَّ اغْفِرْ له، اللَّهُمَّ ارْحَمْهُ، لا يَزالُ أحَدُكُمْ في صَلاةٍ ما دامَتِ الصَّلاةُ تَحْبِسُهُ، لا يَمْنَعُهُ أنْ يَنْقَلِبَ إلى أهْلِهِ إلَّا الصَّلاةُ».[20]
- الذين يزورون المرضى: قال علي بن أبي طالب: (ما من رجل يعود مريضاً ممسياً، إلا خرج معه سبعون ألف ملك يستغفرون له حتى يصبح، وكان له خريف في الجنّة، ومن أتاه مصبحاً خرج معه سبعون ألف ملك، يستغفرون له حتى يمسي، وكان له خريف في الجنة).[21]
- الذين يصلون في الصف الأول: عن البراء بن عازب: أن رسول الله صلى الله عليه وسلم قال: «إن الله وملائكته يصلون على الصفوف الأول».[22]
- الذين يصلون على النبي صلى الله عليه وسلم: قال رسول الله صلى الله عليه وسلم: «ما من عبد يصلي عليّ إلا صلتْ عليه الملائكة، ما دام يصلي عليّ، فليقلّ العبد من ذلك أو ليكثر».[23]

## من أحكام الاستغفار وفضائله

### لا يُستغفر لمن مات مشركاً
بيّن القرآن الكريم أنه لا يصح ولا يجوز الاستغفار للمشركين بعد إصرارهم على الشرك وموتهم على ذلك. قال تعالى: ﴿مَا كَانَ لِلنَّبِيِّ وَالَّذِينَ آمَنُوا أَنْ يَسْتَغْفِرُوا لِلْمُشْرِكِينَ وَلَوْ كَانُوا أُولِي قُرْبَى مِنْ بَعْدِ مَا تَبَيَّنَ لَهُمْ أَنَّهُمْ أَصْحَابُ الْجَحِيمِ ۝١١٣ وَمَا كَانَ اسْتِغْفَارُ إِبْرَاهِيمَ لِأَبِيهِ إِلَّا عَنْ مَوْعِدَةٍ وَعَدَهَا إِيَّاهُ فَلَمَّا تَبَيَّنَ لَهُ أَنَّهُ عَدُوٌّ لِلَّهِ تَبَرَّأَ مِنْهُ إِنَّ إِبْرَاهِيمَ لَأَوَّاهٌ حَلِيمٌ ۝١١٤﴾ [التوبة:113–114]، وفي الصحيحين  عن سعيد بن المسيب عن أبيه قال: «لما حضرت أبا طالب الوفاة، دخل عليه النبي وعنده أبو جهل وعبد الله بن أبي أمية، فقال: «أي عم قل لا إله إلاّ الله كلمة أحاج لك بها عند الله عز وجل» فقال أبو جهل وعبد الله بن أبي أمية: يا أبا طالب أترغب عن ملة عبد المطلب؟ فقال: أنا على ملة عبد المطلب، فقال النبي: «لأستغفرن لك ما لم أنه عنك» فنزلت: ﴿مَا كَانَ لِلنَّبِيِّ وَالَّذِينَ آمَنُوا أَنْ يَسْتَغْفِرُوا لِلْمُشْرِكِينَ﴾ [التوبة:113] ونزلت: ﴿إِنَّكَ لَا تَهْدِي مَنْ أَحْبَبْتَ﴾ [القصص:56]»، والمعنى: أنه لا ينبغي ولا يصح من النبي ولا من المؤمنين أن يطلبوا من الله المغفرة للمشركين، ولو كان المشركون أقرباء، لهم حق البر والصلة، من بعد ما ظهر لهم بالدليل أنهم من أصحاب النار لموتهم على الشرك والكفر. ثم أجاب القرآن الكريم عن سؤال قد يختلج بالخاطر، فيقال كيف يمنع النبي والمؤمنون من الاستغفار لأقربائهم، وقد استغفر إبراهيم عليه السلام لأبيه. فقال تعالى: ﴿وَمَا كَانَ اسْتِغْفَارُ إِبْرَاهِيمَ لِأَبِيهِ إِلَّا عَنْ مَوْعِدَةٍ وَعَدَهَا إِيَّاهُ﴾ [التوبة:114]، أي: إنما كان استغفار إبراهيم لأبيه بقوله: ﴿وَاغْفِرْ لِأَبِي إِنَّهُ كَانَ مِنَ الضَّالِّينَ ۝٨٦﴾ [الشعراء:86] إلا من أجل وعد تقدم له بقوله: ﴿سَأَسْتَغْفِرُ لَكَ رَبِّي﴾ [مريم:47]، وهذا الاستغفار إنما كان قبل أن يتحقق إصراره على الشرك ﴿فَلَمَّا تَبَيَّنَ لَهُ أَنَّهُ عَدُوٌّ لِلّهِ تَبَرَّأَ مِنْهُ﴾، أي: فلما تبين لإبراهيم أنّ أباه مصر على الكفر مستمر على الضلال، تبرأ منه بالكلية، فضلاً عن الاستغفار له.

### الاستسقاء بالاستغفار
وقد جاء في سورة نوح أن الاستغفار يجلب المطر الحسن والأموال والبنين والجنات والأنهار ﴿فَقُلْتُ اسْتَغْفِرُوا رَبَّكُمْ إِنَّهُ كَانَ غَفَّارًا ۝١٠ يُرْسِلِ السَّمَاءَ عَلَيْكُمْ مِدْرَارًا ۝١١ وَيُمْدِدْكُمْ بِأَمْوَالٍ وَبَنِينَ وَيَجْعَلْ لَكُمْ جَنَّاتٍ وَيَجْعَلْ لَكُمْ أَنْهَارًا ۝١٢﴾ [نوح:10–12]، قال الشعبي: خرج عمر يستسقي فلم يزد على الاستغفار حتى رجع، فأُمطروا فقالوا: ما رأيناك استسقيت؟ فقال: لقد طلبتُ المطر بمجاديح السماء التي يُستنزل بها المطر ؛ ثم قرأ ﴿اسْتَغْفِرُوا رَبَّكُمْ إِنَّهُ كَانَ غَفَّارًا ۝١٠ يُرْسِلِ السَّمَاءَ عَلَيْكُمْ مِدْرَارًا ۝١١﴾ [نوح:10–11]. (بمجاديح) جمع مِجْدَح وهو نجم كانت العرب تزعم أنها تمطر به. وأراد عمر رضي الله عنه تكذيب العرب في هذا الزعم الباطل، وبَيَّن أنه استسقى بالسبب الصحيح لنزول المطر وهو الاستغفار وليس النجوم.

### من صيغ الاستغفار
عن أبي يسار عن النبي قال: «مَن قال أستغفر الله العظيم الذي لا إله إلا هو الحيَّ القيومَ وأتوب إليه غفر له وإن كان فر من الزحف».

### استغفار الأولاد برفع درجة الوالدين
الاستغفار سبب لرفعة الدرجات: عن أبي هريرة رضي الله عنه قال: قال رسولُ الله صلى الله عليه وسلم: «إن الله عز وجل ليَرفَعُ الدرجةَ للعبد الصالح في الجنة، فيقول: يا رب، أنَّى لي هذه، فيقول: باستغفارِ ولدِك لك».

### فضل الاستغفار للمؤمنين
ورد الترغيب في الاستغفار للمؤمنين والمؤمنات والدعاء لهم عموماً، من ذلك قوله تعالى: ﴿وَاسْتَغْفِرْ لِذَنْبِكَ وَلِلْمُؤْمِنِينَ وَالْمُؤْمِنَاتِ﴾ [محمد:19]، وفي الحديث: أن النبي صلى الله عليه وسلم قال: «من استغفر للمؤمنين والمؤمنات كتب الله له بكل مؤمن ومؤمنة حسنة».

## أقوال العلماء في الاستغفار
- شكى رجل إلى الحسن الجدب (قلة الأمطار) فقال له: استغفر الله، وشكى إليه آخر الفقر، فقال: استغفر إليه، وقال له آخر: ادع الله أن يرزقني ولدا، فقال له: استغفر الله، فقيل له في ذلك، فنزع بهذه الآية: ﴿فَقُلْتُ اسْتَغْفِرُوا رَبَّكُمْ إِنَّهُ كَانَ غَفَّارًا ۝١٠ يُرْسِلِ السَّمَاءَ عَلَيْكُمْ مِدْرَارًا ۝١١﴾ [نوح:10–11]، قال القاضي أبو محمد: والاستغفار الذي أحال عليه الحسن ليس هو عندي لفظ الاستغفار فقط، بل الإخلاص والصدق في الأعمال والأقوال.[31]
- قال الحسنُ: لا تملُّوا من الاستغفارِ. وقال بكر المُزَنيُّ: إنَّ أعمال بني آدمَ ترفعُ فإذا رفعت صحيفة فيها استغفار رُفعت بيضاءُ، وإذا رُفعتْ ليس فيها استغفارٌ رفعت سوداء. وعن الحسنِ قالَ: اكثِرُوا مِن الاستغفارِ في بُيُوتِكم، وعَلَى موائِدِكم، وفي طُرُقِكم، وفي أسواقِكُم، فإنَّكم ما تدرُون متى تَنْزِلُ المغفرةُ.
- وقال لقمان لابنه: أيْ بُنيَّ؛ عوِّد لسانَكَ: اللهَمَّ اغفرْ لِي، فإنَّ للَّهِ ساعاتٍ لا يردُّ فيهنَّ سائلاً. ورُئِيَ عمرُ بنُ عبدِ العزيزِ في النَّومِ فقيلَ لهُ: ما وجدَّتَ أفضلُ؟ قالَ: الاستغفار.[32]
- قال بعضُ العارفينَ:[33] من لم يكنْ ثمرةَ استغفاره تصحيحَ توبتِهِ، فهوَ كاذب في استغفاره، وكان بعضُهم يقولُ: استغفارُنا هذا يحتاجُ إلى استغفارٍ كثيرٍ، وفي ذلكَ يقولُ بعضُهم: